# 효자동 (춘천시)
효자동(孝子洞)은 강원특별자치도 춘천시의 행정동이다.

## 개요
효자동은 효자1동에 효자 반희언(潘希彦)을 기리는 효자문이 있었던 것이 지명의 유래가 되었다. 1970년에 시조례 365호에 의거 효자1·2·3구로 나뉘었다가, 1974년 1월 1일 시조례 621호에 의해 분리되어 효자1·2·3동이 되었다.

## 행정 구역
- 효자동

## 주요 시설

### 관공서
- 효자동 행정복지센터
- 춘천지방법원
- 춘천지방검찰청

### 교육 시설
- 효제초등학교 (2동)
- 춘천교육대학교 부설초등학교 (2동)
- 동춘천초등학교 (3동)
- 춘천여자중학교 (2동)
- 강원대학교 사범대학 부설고등학교 (3동)
- 강원대학교 (2동)

### 문화 시설
- 춘천문화예술회관
- 축제극장 몸짓
- 효자동 고양이 마을: 타이완의 허우퉁 고양이 마을을 벤치마킹한 것으로 보인다.